# Kashimawo Laloko
Kashimawo Laloko (auch Olori Parakoyi of Egbaland; * um 1945; † 28. März 2021 in Abeokuta) war ein nigerianischer Fußballtrainer.

## Leben
In seiner Grund- und Sekundarschulzeit war er Leichtathlet, später verlagerte sich sein Interesse am Fußball und machte ihn schließlich zu einer bekannten Persönlichkeit im nigerianischen, afrikanischen und internationalen Fußball. In den frühen 1970er Jahren war er als Lehrer an der Baptist Academy in Lagos tätig und fungierte auch als Spielleiter für die Schule, konzentrierte sich jedoch mehr darauf, Talente zu entdecken, die er fördern konnte. Später machte er sich einen Namen als Jugendfußballtrainer.
Laloko galt als erfahrener Trainer, der unter anderem die Gambische Fußballnationalmannschaft 1991 für kurze Zeit trainierte. Neben seiner Tätigkeit als Trainer der Nationalmannschaft half er dem Land auch dabei, eine Fußballstruktur zu entwickeln, die danach von Bedeutung sein sollte und für die er bis heute von den gambischen Fußballbehörden verehrt wird.
Nach seinem Aufenthalt in Gambia entschied Laloko, dass er genug hatte. 1992 kehrte er nach Hause zurück, um seine eigene Fußballakademie zu gründen, die bald als Pepsi Football Academy bekannt wurde, nachdem der Getränkekonzern Pepsi Lalokos Herkunft nutzte, um die Akademie zu finanzieren. Es ist Lalokos Talentsuche und strenger Disziplin zu verdanken, dass die Akademie fast drei Jahrzehnte lang florierte und eine Reihe nigerianischer Spitzenfußballer hervorgebracht hat, darunter John Obi Mikel, Osaze „Peter“ Odemwingie, Obafemi Martins, Stephen Ayodele Makinwa, Elderson Echiéjilé und Sunday Mba.
Laloko war von 1995 bis 2000 außerdem technischer Direktor des nigerianischen Fußballverbandes (Nigeria Football Federation, NFF), in dessen Verlauf eine ordnungsgemäße Struktur des Fußballverbandes geschaffen und eingehalten wurde, insbesondere in Bezug auf Disziplin und Professionalität. Die Hartnäckigkeit, mit der er seinen Aufgaben nachging, verschaffte ihm sowohl bei der Verwaltung als auch bei den Fußballern Anerkennung. Aber es brachte ihm dennoch den Spitznamen „Firebrand“ ein, der seine Tage bei der NFF überdauerte.
Laloko starb 76-jährig im Sacred Hearts Catholic Hospital in Abeokuta.